# Saint-Paul-d'Oueil
Saint-Paul-d'Oueil là một xã ở tỉnh Haute-Garonne vùng Occitanie tây nam nước Pháp. Xã Saint-Paul-d'Oueil nằm ở khu vực có độ cao 1100 mét trên mực nước biển.
Lâu đài Saint-Paul-d'Oueil là một lâu đài thế kỷ 16 được Bộ Văn hoá Pháp liệt kê vào danh sách tượng đài lịch sử.